# ちょきんぎょ
ちょきんぎょとは、1996年から2011年までの間、JAバンクのマスコットとして使用されたキャラクターである。

## 概要
古来中国で「幸運と富を招く魚」とされていた金魚をモチーフにキャラクター化したものであり、1996年の誕生当初は「ちょちくちょきんぎょ」という名称だった。
当初は、貯蓄貯金のプロモーションがメインだったが、貯蓄貯金にとらわれない展開を行う意図などから、翌年に現在の「ちょきんぎょ」に改名。以来、毎年、懸賞付定期預金・定期積金のキャンペーンの際に、小物入れ、ポーチ、歩数計などの懸賞品として登場している。2005年にオリジナルの「ちょちくちょきんぎょ」が復刻されたこともある。
懸賞はJAバンクとしてのちょきんぎょもあるが、各都道府県やJAオリジナルの懸賞もある。
2010年ごろまでの初代JASTEM上で発行された主要科目の貯金通帳のキャラクターデザインで採用されていた他、2017年ごろまでは、キャラクターデザインのICキャッシュカードとしても発行されていた。